# Du er ikke alene
Du er ikke alene er en dansk film fra 1978. Filmen er instrueret af Lasse Nielsen og Ernst Johansen, og manuskriptet er af Lasse Nielsen og Bent Petersen. Filmen havde premiere den 23. februar 1978.

## Synopsis
Filmen foregår på en dansk drengeefterskole hvor en af drengene, Bo (Anders Agensø), opdager sin kærlighed for forstanderens yngste søn, Kim (Peter Bjerg), da begge påbegynder en rejse af seksuel udforskning med hinanden. I en ikke-relateret hændelse bliver en elev udvist for at vise pornografiske plakater, hvorefter de andre elever beslutter sig for at protestere og gå i strejke. Kim og Bo beslutter sig for at komme ud af skabet foran forældre og klassekammerater og viser en film de har lavet om deres forhold, der afsluttes med en lang og følelsesladet kyssescene.

## Medvirkende
Blandt de medvirkende – udover en masse børn og unge mennesker – kan nævnes:
- Ove Sprogøe
- Elin Reimer
- Anders Agensø
- Peter Bjerg
- Jørn Faurschou
- John Hahn-Petersen
- Hugo Herrestrup
- Beatrice Palner
- Nonny Sand

## Musik
Musikken til filmen er skrevet af Sebastian, og fem sange herfra er udgivet på albummet Ikke alene Danmark sammen med syv andre sange. Sangen "Du er ikke alene" blev et stort hit og er en af Sebastians mest kendte sange.

## Overgreb på børneskuespillere
I foråret 2018 er det kommet frem i medierne, at mange af børneskuespillerne, både drenge og piger, som var med i filmen, skal være blevet krænket og seksuelt misbrugt under filmoptagelserne. Misbruget skal være begået af de to instruktører Lasse Nielsen og Ernst Johansen.